# تیلو استرالکوفسکی
تیلو استرالکوفسکی (انگلیسی: Thilo Stralkowski؛ زادهٔ ۲ مه ۱۹۸۷) بازیکن هاکی روی چمن اهل آلمان است.
وی همچنین برندهٔ جوایزی همچون برگ بوی نقره‌ای شده‌است.
وی در مسابقات کشوری و بین‌المللی در مجموع برندهٔ ۱ مدال طلا شده‌است.